# Дидятицька сільська рада
| Дидятицька сільська рада — колишній орган місцевого самоврядування у Мостиському районі Львівської області з адміністративним центром у с. Дидятичі. Історична дата утворення: в 1973 році. Сільській раді були підпорядковані населені пункти: - с. Дидятичі - с. Велика Діброва - с. Вовчищовичі - с. Кульматичі - с. Мала Діброва |

## Склад ради
Рада складалася з 16 депутатів та голови.

### Керівний склад ради
| ПІБ                    | Основні відомості                                                                              | Дата обрання | Дата звільнення |
| ---------------------- | ---------------------------------------------------------------------------------------------- | ------------ | --------------- |
| Цюпак Іван Миколайович | Сільський голова, 1976 року народження, освіта, член Партії промисловців і підприємців України | 26.03.2006   | 31.10.2010      |
| Цюпак Іван Миколайович | Сільський голова, 1976 року народження, освіта вища, член Всеукраїнського об'єднання «Свобода» | 31.10.2010   |                 |

Примітка: таблиця складена за даними джерела